# Mike Brown (nuotatore)
Mike Brown (Oshawa, 5 maggio 1984) è un ex nuotatore canadese.
È arrivato quinto nella finale dei 200 m rana alle Olimpiadi di Atene 2004.

## Palmarès
- Mondiali

Montreal 2005: argento nei 200m rana.
- Giochi PanPacifici

Yokohama 2002: bronzo nella 4x100m misti.
- Giochi del Commonwealth

Manchester 2002: bronzo nei 200m rana.
Melbourne 2006: oro nei 200m rana.